# Thomas Alexandre Davy-Dumas de la Pailleterie
Thomas Alexandre Davy-Dumas de La Pailleterie (født 25. marts 1762, død 26. februar 1806) var søn af en fransk adelsmand, Alexandre Antoine Davy de la Pailleterie (1714-1786), og en af de første farvede generaler i en europæisk hær. Han var officer før, under og efter den franske revolution.
Thomas Alexandre blev født på øen Hispaniola på den franske del Saint-Domingue. Saint-Domingue var en fransk koloni, hvor der hovedsageligt blev dyrket sukkerrør. Hans far rejste tilbage til Frankrig i 1775, men inden havde han for at finansiere sine rejseudgifter solgt sine børn til en anden franskmand på øen. Det ene barn, Thomas Alexandre, var dog solgt med tilbagekøbsklausul, som blev indløst da han ankom til Frankrig den 30. august 1776.
I 1778 flyttede far og søn til en forstad til Paris, Saint-Germain-en-Laye, hvor Thomas Alexandre påbegyndte skoleundervisning samt fægteundervisning.
2. juni 1786 lod Thomas Alexandre sig indrullere som menig i 6. Dragonregiment under navnet Alexandre Dumas. I den nye rolle som soldat havde han fordel af at være stor og stærk.
I forbindelse med urolighederne i sommeren 1789 blev 6. Dragonregiment den 15. august 1789 beordret til byen Villers-Cotterêts. Soldaterne blev indkvarteret i private hjem, og Thomas Alexandre fik logi hos kroværten Claude Labouret. Det var her, at han traf kroværtens datter, Marie-Louise, som han den 6. december 1789 blev forlovet med. Efter svigerfarens ønske kunne de dog først blive gift, når Thomas Alexandre var blevet sergent.
I august 1792 var dragonregimentet udstationeret ved den belgiske grænse, hvor Thomas Alexandre udmærkede sig i et sammenstød med en betydeligt større østrigsk enhed. Thomas Alexandre fik herefter tilbud om forfremmelser til forskellige enheder, men han valgte til sidst at blive oberstløjtnant i Den Sorte Legion, der bestod af frie farvede mænd. 10. oktober 1792 fik han sin officersbestalling.
Den 28. november 1792 blev han gift med Marie-Louise Labouret.
Legionen blev sat til at forsvare grænsen til Belgien. 30. juli 1793 blev Thomas Alexandre forfremmet til brigadegeneral i Nordarmeen og en måned efter blev han forfremmet til generalmajor og divisionschef.
10. september 1793 fødte Marie-Louise deres første barn, Alexandrine Aimée. Han var lige hjemme i nogle dage hos mor og barn, men blev derefter øverstbefalende for Pyrenæerarmé Vest med hovedkvarter i Bayonne. Der gik nogle få måneder til at han blev flyttet til Alpehæren. Her var ordren, at han skulle angribe de østrigske og italienske tropper, som holdt stillinger i bjergene. I april 1794 indledtes angreb på Mont Cenis og Saint Bernard-passet, men det gik ikke så godt, idet der var is og sne, samt stærke befæstninger. I maj måned samme år indledtes et afgørende angreb på Mont Cenis, som blev indtaget.
I efteråret 1794 blev han sendt til Vendée for at reorganisere Vesthæren. Fra december 1794 fik han orlov og var sammen med sin kone og datter i Villers-Cotterêts. I efteråret 1795 blev han overflyttet til Rhinhæren under general Jean-Baptiste Kléber. Rhinhæren foretog et angreb på Düsseldorf, hvorunder Thomas Alexandre blev lettere såret.
Primo 1796 fik Dumas endnu en datter, Louise Alexandrine.
I november 1796 kom Thomas Alexandre til den franske Italienshær, der var under kommando af Napoleon Bonaparte. Her kom Dumas til at have kommandoen over en division, der belejrede byen Mantova.Belejringen trak ud, men da østrigerne i januar 1797 sendte 43.000 mand mod Mantova for at bryde belejringen, skulle franskmændene forhindre at de nåede frem til byen. Det var betydeligt flere end franskmændene kunne mønstre. Ved Dumas' indsats lykkedes det ikke for det østrigske undsætningskorps at nå Mantova. I februar 1797 blev Dumas overflyttet til general Jouberts division, hvor opgaven var at drive østrigerne tilbage til Brennerpasset.
I marts 1797 fik Dumas fra sin kone meddelelse om, at datteren Louise var død.
Den 23. marts 1797 var Dumas med i et fremstød mod østrigerne og tyrolerne i landsbyen Clausen, hvor han ene mand med sin sabel forsvarede en bro over floden Eisack.
De tre første måneder af 1798 havde Dumas orlov og var hjemme hos sin kone og datter.
Napoleon Bonaparte ville erobre Egypten og fra marts 1798 var Dumas ombord på et af de skibe som i en stor flåde i maj måned sejlede ud af Toulon. Første stop var Malta, som blev indtaget uden kamp. Under den fortsatte sejlads mod Egypten blev Dumas udnævnt til øverstkommanderende for hele kavaleriet i Orienthæren. Om morgenen den 2. juli 1798 var der landsat 4.000 mand, som kun havde håndvåben. Napoleon gav ordre til afmarch mod Alexandria 15 km væk. Da dagen var slut havde franskmændene erobret byen. Man fortsatte videre mod andre byer, bl.a. Cairo, men det var med stor mangel på heste og forplejning. I slaget ved pyramiderne nedkæmpede franskmændene 12.000 mamelukryttere.
Mens Napoleon var beskæftiget på land havde en britisk flådeenhed under kommando af admiral Nelson opdaget den opankrede franske flåde, og efter timers kampe blev de fleste franske skibe sænket.
I marts 1799 rejste Dumas med skib tilbage mod Frankrig. Skibet var dog ikke særligt sødygtigt og tog vand ind, og det endte med at man anløb Taranto, som lå i kongeriget Neapel. Regenten var antifransk, og sammen med en anden general endte Dumas med at sidde i fængsel i to år. Under fængselsopholdet blev han både syg og fejlernæret. Napoleon førte igen krig i Italien og det ramte også kongeriget Neapel. Som følge heraf blev Dumas løsladt og kunne i marts 1801 på et skib sejle til Ancona og derfra videre hjem til Frankrig.
Den 24. juli 1802 fødte Marie-Louise en søn, Alexandre.
Efter hjemkomsten fra fangenskab fik Thomas Alexandre ikke nogen ny militær post foranlediget af en indskrænkning af farvedes rettigheder og af at Napoleon genoptog slaveriet i kolonierne.
I slutningen af det 19. århundrede blev der opsat broncestatuer af generalen, hans søn, fortatteren, og hans sønnesøn, skuespilforfatteren, på Place Malesherbes. I vinteren 1942-43 fjernede de tyske besættere statuerne og omsmeltede dem.
Generalens egen berømmelse blev overtrumfet af hans søn, Alexandre Dumas den ældre, som skrev bl.a. De Tre Musketerer og Greven af Monte Cristo. Alexandre Dumas den ældre gjorde det til tider klart, at han baserede store dele af sine fortællinger på farens liv.